# Coppa dei Campioni 1993-1994 (hockey su pista)
La Coppa dei Campioni 1993-1994 è stata la 29ª edizione della massima competizione europea di hockey su pista riservata alle squadre di club. Il torneo ha avuto inizio il 9 aprile e si è concluso il 9 luglio 1994.
Il titolo è stato conquistato dall'Igualada per la seconda volta nella sua storia.

## Squadre partecipanti
| Nazione     | Club             | Città         | Qualificazione                                                       |
| ----------- | ---------------- | ------------- | -------------------------------------------------------------------- |
| Austria     | Villach          | Villach       | 1º nel campionato austriaco 1993, campione d'Austria                 |
| Francia     | SCRA Saint-Omer  | Saint-Omer    | 1º in Nationale 1 1992-1993, campione di Francia                     |
| Germania    | Weil             | Weil am Rhein | 1º in Rollhockey-Bundesliga 1992-1993, campione di Germania          |
| Inghilterra | Herne Bay United | Herne Bay     | 1º in Roller Hockey Premier League 1992-1993, campione d'Inghilterra |
| Italia      | Novara           | Novara        | 1º in Serie A1 1992-1993, vince i play-off, campione d'Italia        |
| Portogallo  | Barcelos         | Barcelos      | 1º in 1ª Divisão 1992-1993, campione del Portogallo                  |
| Spagna      | Igualada         | Igualada      | Campione d'Europa in carica                                          |
| Spagna      | Liceo La Coruña  | La Coruña     | 1º in División de Honor 1992-1993, campione di Spagna                |
| Svizzera    | Ginevra          | Ginevra       | 1º in Lega Nazionale A 1993, campione di Svizzera                    |

## Risultati

### Primo turno
| Squadra 1        | Totale | Squadra 2 | Andata | Ritorno |
| ---------------- | ------ | --------- | ------ | ------- |
| Herne Bay United | 4 - 44 | Novara    | 1 - 22 | 3 - 22  |

### Quarti di finale
| Squadra 1       | Totale  | Squadra 2       | Andata | Ritorno |
| --------------- | ------- | --------------- | ------ | ------- |
| Ginevra         | 6 - 19  | Barcelos        | 4 - 6  | 2 - 13  |
| Novara          | 12 - 4  | Liceo La Coruña | 5 - 2  | 7 - 2   |
| SCRA Saint-Omer | 4 - 22  | Igualada        | 1 - 12 | 3 - 10  |
| Weil            | 37 - 10 | Villach         | 23 - 6 | 14 - 4  |

### Semifinali
| Squadra 1 | Totale | Squadra 2 | Andata | Ritorno |
| --------- | ------ | --------- | ------ | ------- |
| Igualada  | 11 - 7 | Novara    | 6 - 2  | 5 - 5   |
| Weil      | 8 - 30 | Barcelos  | 2 - 11 | 6 - 19  |

### Finale
| Squadra 1 | Totale | Squadra 2 | Andata | Ritorno |
| --------- | ------ | --------- | ------ | ------- |
| Barcelos  | 7 - 9  | Igualada  | 4 - 7  | 3 - 2   |

#### Andata
| Barcelos 2 luglio 1994 | Barcelos | 4 – 7 | Igualada | Pavilhão Municipal |

#### Ritorno
| Igualada 9 luglio 1994 | Igualada | 2 – 3 | Barcelos | Poliesportiu Les Comes |